# Galanta
Galanta (węg. Galánta, do 1863 Galantha, niem. Gallandau) – miasto powiatowe w południowo-zachodniej Słowacji, w kraju trnawskim, między Małym Dunajem a Wagiem. Ośrodek administracyjny powiatu Galanta.

## Historia
Teren, na którym położone jest miasto, był zamieszkany już w neolicie. Po raz pierwszy wzmiankowane jest w liście króla Beli IV w 1227. Aż do XX wieku była to osada rolnicza, położona we włościach rodowych rodu Esterházych, którzy wywierali na nią wpływ od 1421. Pomiędzy 1564 a 1570 miejscowość uzyskała prawo do organizowania jarmarków. W 1613 lub 1614 Galanta otrzymała prawa miejskie. Od XVI wieku działała szkoła, od XVII szpital. W XVIII wieku nastąpił rozwój rzemiosła.
W połowie XIX wieku Galanta stała się miejscowym centrum administracyjnym – mieścił się tutaj sąd okręgowy, urzędy i poczta. W 1850 doprowadzono linię kolejową.
W 1910 spis powszechny wykazał 3274 mieszkańców, w tym 2933 Węgrów, 202 Słowaków i 115 Niemców. Mimo takiego podziału narodowościowego po I wojnie światowej włączono miasto do Czechosłowacji. W latach 1938–1945 na krótko wróciło do Węgier. Po II wojnie światowej poddano je gwałtownej industrializacji – komunistyczne władze zniszczyły wiele zabytkowych obiektów.
W 2001 w Galancie 60,35% mieszkańców było Słowakami, 36,80% – Węgrami, 1,07% – Romami, a 0,70% – Czechami. Ponad 60% osób zadeklarowało się jako katolicy, około 6% jako ewangelicy. Pozostali w większości nie określili się jako żadna z grup religijnych.

## Dzielnice miasta
- Galanta
- Hody – pierwsza wzmianka w 1291,
- Javorinka (wcześniej Štefánikovo), założona w 1921,
- Nebojsa (pierwsza wzmianka w 1405.

Dzielnice zostały przyłączone w 1960.

## Zabytki i inne atrakcje
Mimo momentami brutalnej industrializacji w mieście pozostało kilka cennych obiektów zabytkowych. Najważniejszy z nich to renesansowy pałac Esterhazych z 1600, którego renowację zakończono w 1992. Obecnie w środku mieści się galeria miejska oraz muzeum.
Pozostałe to:
- pałac neogotycki z 1861, który powstał w wyniku przebudowy renesansowego dworu obronnego z XVII wieku, później barokowego. Obecnie niszczeje,
- neogotycka kaplica pogrzebowa rodziny Esterhazy na starym cmentarzu,
- kościół katolicki św. Stefana; świątynia klasycystyczna z elementami barokowymi (m.in. ołtarz z 1741, przeniesiony ze zburzonej barokowej kaplicy),
- Muzeum Regionalne w zabytkowej kamienicy w centrum miasta,
- Zbiornik Kráľová, 6 kilometrów od Galanty (Vodné dielo Kráľová) to ośrodek sportów wodnych.

## Miasta partnerskie
- Liptowski Mikulasz
- Mikulov
- Paks
- Tótkomlós
- Kecskemét
- Bečej